# Pr (unix)
pr — команда для разбивки файлов на страницы или столбцы для печати, использующая в unix-системах; может применяться для сравнения содержимого двух файлов (в качестве альтернативы diff).
Входит в состав обязательных команд для POSIX-совместимых окружений; реализована в GNU Coreutils, доступна для Microsoft Windows в составе коллекции UnxUtils. Также портирована на операционную систему IBM i, Plan 9, OS-9.